# Шостак Іван Миколайович
Іва́н Микола́йович Шо́стак — солдат Збройних сил України, учасник російсько-української війни.

## Короткий життєпис
Працював водієм, у серпні 2014-го мобілізований, 80-та бригада.
Своїм «МТ-ЛБ» з Пісків возив до Донецького аеропорту на ротацію «кіборгів», вивозив поранених та вбитих. Рейси здійснював і в повній темряві, на долі секунди вмикаючи фари та орієнтуючись по триплексу. 17 січня 2015-го останній рейс здійснив з провіантом, тоді загинув його напарник Володимир Трух — терористи їх очікували та під час руху кинули на дах вибухівку. Транспорт згорів, Володимиру відірвало руку, Іван устиг витягти побратима та наклав джгут, напував водою та був з ним до самої його смерті.
Три доби, з пораненою рукою, був в аеропорту. Після підриву терористами корпусу полонений, на його очах «Гіві» розстріляв двох вояків.
Пропагандистське ЗМІ «LifeNews» записало «інтерв'ю» з Іваном Шостаком. Оперований в донецькій лікарні, обміняний.
На видужання очікували дружина Наталія (на літо 2015-го чекала третьої дитини), донька Ганя та син Миколка.

## Нагороди
За особисту мужність і високий професіоналізм, виявлені у захисті державного суверенітету та територіальної цілісності України, вірність військовій присязі, відзначений — нагороджений
- орденом Богдана Хмельницького III ступеня (31.7.2015)